# Juraj Blanár
Juraj Blanár (* 19. května 1966 Žilina) je slovenský politik, místopředseda strany SMER – sociálna demokracia, od října 2023 ministr zahraničních věcí a evropských záležitostí SR ve čtvrté vládě Roberta Fica.

## Životopis
Je absolventem inženýrského studia na stavební fakultě Vysoké školy dopravy a spojů v rodné Žilině.
Blanár zastával od roku 2005 úřad župana, tj. předsedy Žilinského samosprávného kraje. Ve volbách do samosprávných územních celků v říjnu roku 2017, v kterých kandidoval již celkem počtvrté v řadě, podlehl jako stávající župan o pozici ucházející se Erice Jurinové (OĽaNO), poslankyni slovenské Národní rady, která se tak stala vůbec první slovenskou župankou v historii. Jurinová obdržela 82 034 odevzdaných hlasů (tj. 43,68 %), zatímco Blanár 55 931 (tj. 29,78 %).
V říjnu 2023 se stal ministrem zahraničních věcí a evropských záležitostí ve čtvrté vládě Roberta Fica.